# Obergriesbach
Obergriesbach est une commune de Bavière (Allemagne) de 1 987 habitants, située dans l'arrondissement d'Aichach-Friedberg.